# Nishimoto Rimi
Nishimoto Rimi (西本りみ (Tây Bản Lê Mỹ) Nishimoto Rimi, sinh ngày 25 tháng 10 năm 1994) là diễn viên lồng tiếng và nhạc sĩ người Nhật. Thuộc công ty quản lý tài năng HiBiKi, cô chơi guitar bass cho ban nhạc Poppin'Party của thương hiệu BanG Dream!, bao gồm nhập vai cho nhân vật Ushigome Rimi.

## Sự nghiệp
Nishimoto có hứng thú đến công việc lồng tiếng sau khi xem anime Mirmo! hồi tiểu học. Cô bắt đầu chơi piano và Electone lúc ba tuổi và guitar lúc 14 tuổi, và từng chơi kèn tuba và saxophone trong câu lạc bộ ban nhạc trường cấp hai và cấp ba.
Vào tháng 4 năm 2013, Nishimoto đã thử vai cho một vị trí trong thương hiệu Tantei Opera Milky Holmes của Bushiroad và được vào vòng cuối. Mặc dù Itō Ayasa đã thắng vai, màn chơi guitar của Nishimoto đã thu hút sự chú ý của chủ tịch Bushiroad Kidani Takaaki và sau đó cô được tuyển vào dự án âm nhạc mới của ông là BanG Dream! với vai trò người chơi bass; vào lúc đó, Nishimoto có ít kinh nghiệm chơi bass nhất so với guitar và piano. Nishimoto, cùng với Itō và Aimi, là dàn diễn đầu tiên cho buổi hòa nhạc BanG_Dream! đầu tiên vào ngày 18 tháng 4 năm 2015, và ba người sẽ lập ban nhạc Poppin'Party với Ōtsuka Sae và Ōhashi Ayaka. Ngoài trình diễn nhạc trực tiếp, vai trò của Nishimoto trong thương hiệu bao gồm nhập vai Ushigome Rimi trong anime và trò chơi di động BanG Dream! Girls Band Party!; vài khía cạnh tính cách của nhân vật cũng được lấy từ tính cách ngoài đời thật của cô. Ca khúc nhân vật dựa trên Rimi do Nishimoto trình bày có tựa đề "Chocolate no Teion Recipe" được phát hành vào ngày 21 tháng 6 năm 2017; đĩa đơn được xếp hạng 20 trên Bảng xếp hạng đĩa đơn hàng tuần Oricon.
Năm 2016, Nishimoto lồng tiếng cho Sonosaki Unne trong phim ngắn của Bushiroad We Are the Luck & Logic Club!, sau đó là Amol trong Hina Logi: From Luck & Logic vào năm sau. Cô cũng vào vai Mikado Haru trong bộ phim năm 2018 Future Card Buddyfight Ace, có bài hát "Saa Ikō!" của Poppin'Party làm bài hát chủ đề mở đầu. Nishimoto đã lồng tiếng cho Futagawa Fumi trong anime năm 2020 Assault Lily Bouquet và bộ spin-off Assault Lily Fruits. Cô vào vai Lulune trong anime năm 2021 Shinka no Mi: Shiranai Uchi ni Kachigumi Jinsei.

## Đời tư
Nishimoto đã tốt nghiệp trường đại học năm 2017. Trong năm đầu đại học của cô, cô đã nhận chứng chỉ Microsoft Office Specialist thứ hai trong Microsoft Word và Excel và cấp độ hai trong bài đánh giá năng lực thư ký văn phòng.

## Danh sách phim ảnh

### Anime
| Năm  | Tên                                           | Vai           | Ghi chú                |
| ---- | --------------------------------------------- | ------------- | ---------------------- |
| 2016 | We Are the Luck & Logic Club!                 | Sonosaki Unne | [ 11 ]                 |
| 2017 | Hina Logic: From Luck & Logic                 | Amol          | [ 12 ]                 |
| 2017 | BanG Dream!                                   | Ushigome Rimi | [ 17 ]                 |
| 2018 | BanG Dream! Girls Band Party! Pico            | Ushigome Rimi | [ 18 ]                 |
| 2018 | Future Card Buddyfight Ace                    | Mikado Haru   | [ 13 ]                 |
| 2019 | BanG Dream! 2nd Season                        | Ushigome Rimi | [ 19 ]                 |
| 2019 | BanG Dream! Film Live                         | Ushigome Rimi | Phim điện ảnh          |
| 2020 | BanG Dream! 3rd Season                        | Ushigome Rimi | [ 21 ]                 |
| 2020 | BanG Dream! Girls Band Party! ☆ Pico ~Ohmori~ | Ushigome Rimi | [ 22 ]                 |
| 2020 | Assault Lily Bouquet                          | Futagawa Fumi | [ 14 ]                 |
| 2021 | Assault Lily Fruits                           | Futagawa Fumi | [ 23 ]                 |
| 2021 | BanG Dream! Episode of Roselia                | Ushigome Rimi | Phim điện ảnh hai phần |
| 2021 | BanG Dream! Film Live 2nd Stage               | Ushigome Rimi | Phim điện ảnh          |
| 2021 | BanG Dream! Girls Band Party! Pico Fever!     | Ushigome Rimi | [ 25 ]                 |
| 2021 | The Fruit of Evolution                        | Lulune        | [ 15 ]                 |
| 2022 | BanG Dream! Poppin'Dream!                     | Ushigome Rimi | Phim điện ảnh          |

### Trò chơi điện tử
| Năm      | Tên                           | Vai           | Ghi chú |
| -------- | ----------------------------- | ------------- | ------- |
| 2017–nay | BanG Dream! Girls Band Party! | Ushigome Rimi |         |
| 2020     | Azur Lane                     | KMS Weser     |         |